# François Ier d'Orbay
Pour les articles homonymes, voir François d'Orbay.
François Ier d’Orbay, mort en 1677, est un maçon français.
François Ier d’Orbay est maître maçon du roi et entrepreneur de ses bâtiments. Il reçoit à ce titre 30 livres de gages (1669 à 1677). Il a été syndic de la communauté des maîtres maçons de Paris et dizainier de Paris. 
Marié en premières noces à Louise Dufresnoy, et en secondes noces à Elisabeth Deshouliers, il est le père de François II d'Orbay, architecte.
Il est inhumé le 17 mai 1677 à Saint-Eustache, où il réside.

## Sources
- Charles Bauchal, Nouveau dictionnaire des architectes français, Paris, André, Daly fils et Cie, 1887, 842 p., p. 188